# Paul Schmidtgen

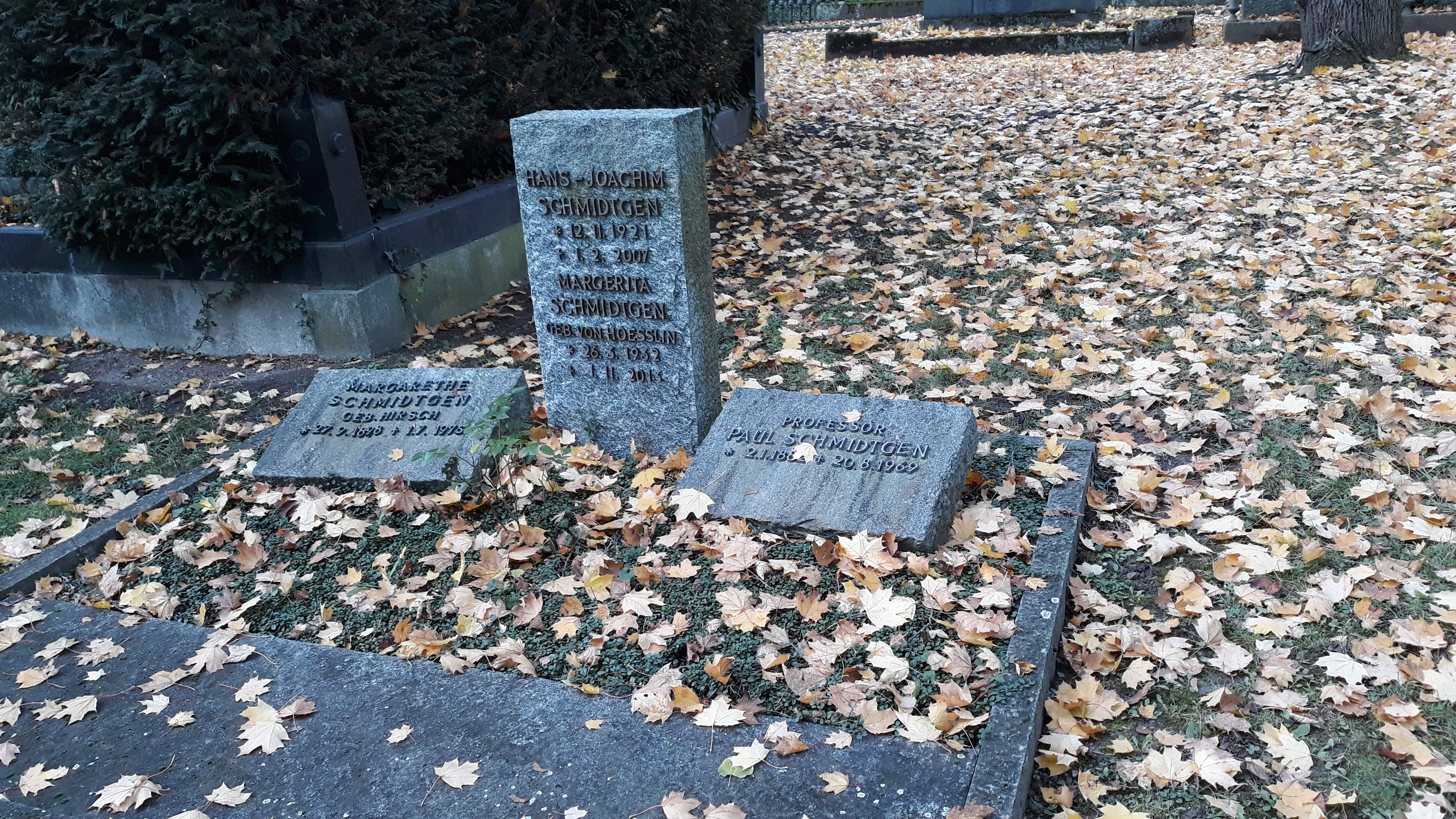
Das Grab von Paul Schmidtgen im Familiengrab auf dem Pragfriedhof Stuttgart.

Paul Schmidtgen (* 2. Januar 1882 in Diez; † 20. August 1969 in Stuttgart) war ein deutscher Apotheker und Chemiker.

## Werdegang
Schmidtgen wurde als Sohn des Postbeamten Otto Schmidtgen und der Karoline Schneider geboren. Er studierte an der Friedrich-Wilhelms-Universität Berlin und an der Technischen Hochschule Darmstadt.
Nach dem Ersten Weltkrieg übernahm der Apotheker eine Lack- und Farbenfabrik in Stuttgart, stellte sie auf die Herstellung pharmazeutischer Präparate um und formte daraus die Chemische Fabrik Haidle & Maier.
Daneben übte er verschiedene Ämter in Fachverbänden aus. Ab 1931 war er Vorsitzender des Zentralverbandes der Chemischen Industrie und zwischen 1933 und 1938 Mitglied der Arbeitsgruppe für pharmazeutische Produkte.
Nach Kriegsende war er Mitgründer und Vorsitzender des Verbandes der Chemischen Industrie für Württemberg und Baden und Vorstandsmitglied des Verbandes der Chemischen Industrie.

## Ehrungen
- 1951: Bundesverdienstkreuz (Steckkreuz)[1]
- Ehrensenator der Technischen Hochschule Stuttgart
- 1957: Verleihung des Titels eines Professors durch die baden-württembergische Landesregierung
anlässlich seines 75. Geburtstages für seine Verdienste um die Förderung der pharmazeutischen und chemischen Industrie beim Neuaufbau nach 1945